# Peabody Energy
Пибоди Енерџи, са седиштем у Сент Луису, Мисури,  је највећа компанија за угаљ приватног сектора на свету.  Основна делатност састоји се од рударства, продаје и дистрибуције угља који се набавља за производњу електричне енергије и производњу челика. Компанија Пибоди такође продаје, посредује и тргује угљем преко канцеларија у Кини, Аустралији, Великој Британији и Сједињеним Државама. 
У 2017. години компанија Пибоди је забележила продају од 191,5 милиона тона угља. Тржиште компаније Пибоди обезбеђује угаљ за производњу електричне енергије и сарађује са купцима у више од 25 земаља на шест континената. 31. децембра 2017. године компанија је имала око 5,2 милијарди тона доказаних резерви угља. 
Пибоди поседује власништво над већинским деловима  23 површинска и подземна рударска ископавања које се налазе широм Сједињених Држава и Аустралије.  Рудници у власништву компаније налазе се у Алабами, Вајомингу, Колораду, Аризони, Новом Мексику, Илиноису и Индијани . Највећи коп који Пибоди поседује, је рудник Северне Антилопе смештен у округу Кампбел, Вајоминг, из којег је 2016. године екстраковано више од 92 милиона тона угља.  Пибоди је у октобру 2007. године покренуо ископавање угља у Западној Вирџинији и Кентакију уз корпорацију Патриот Коал. У октобру 2011. године Пибоди је стекао већинско власништво над компанијом Макартур Коал Лтд са седиштем у Квинсленду, која је специјализована за производњу металуршког угља, првенствено млазног угљеног праха у мору. 
Компанија је именована у часопису "Фортуне Магазин" за најомиљенију америчку компанију у 2008. години,  Након што је Пибоди доживео губитак од 787 милиона долара, уклоњен је са С&П 500. Његов рејтинг је спао на "лошије перформансе" и "негативне" од стране Голдмена Сацхс, Стандард и Лоше, Банк оф Америка и други у 2014. години.  Упркос томе, Пибоди је освојио награду за Енергетску компанију године и признање за генералног директора године на Светској додели нагрда из енергетике 2014. године. 
Компанија је поднела захтев за заштиту стечаја из Поглавља 11 13. априла 2016. године.   Компанија је изашла из банкрота 3. априла 2017. и започела је трговање са НИСЕ са симболом БТУ. Такође су променили и лого компаније из Пибоди енергије у Пибоди.  Пибоди је рангиран на броју 491 на листи "Фортуне 500" објављеној 2018. године. 

## Историја

### Ране године (1883–1959)
Компанију Пибоди Енерџи основали су као Пибоди, Даниелс и Компани 1883. године Францис Пибоди, син угледног адвоката из Чикага и његов партнер.  Компанија је откупљивала угаљ од већ постојећих рудника и продавала га кућама и предузећима на подручју Чикага. Крајем 1880-их, Францис Пибоди откупио је удео свог партнера у послу, а компанија је основана у држави Илиноис, под називом Пибоди Коал Компани 1890. 1895. године започео је с радом свог првог рудника у округу Вилиамсон, у држави Илиноис, касније се компанија проширила и отварани су нови рудници у држави Илиноис.  1913. године, компанија је добила свој први дугорочни уговор о снабдевању Чикаго Едисон Компани, претходника комуналног предузећа Комонвеалт Едисон .  Раст компаније настављен је након Првог светског рата и корпорација је први пут изашла у јавност 1929. године листингом на берзи Средњег запада, а 1949. котирана је на Њујоршкој берзи . 
Иако је средином педесетих година 20. века заузела осмо место међу главним произвођачима угља у земљи, Пибоди је почео да губи тржишни удео од компанија које праве економиче површинске копове.  Да би решио ситуацију, започео је преговоре о спајању са компанијом Синклер Коал. Спајање две компаније дошло је 1955. године, што је довело до премештања Пибоди-овог седишта у Ст. Лоуис, Мисоури . Спојена компанија задржала је име Пибоди.  Под вођством председника Русела Келс-а, компанија је проширила производњу и продају. 

### 1960–2000
1962. године Пибоди се проширио на подручје Тихог океана отварањем рударских копова у Квинсленду у Аустралији .  Током овог периода Пибоди је такође склопио партнерство са власницима јапанске трговачке компаније Митсуи и Ко., Лтд., и аустралијске грађевинске компаније Тхиес .  1968. компанију је купила компанија Кенекот Купер Корпоратион . Међутим, америчка Федерална трговинска комисија(ФТЦ) забранила је куповину због кршење закона. 1976. године ФТЦ је наредио Кенекоту да се ослободи Пибоди-а. Новооснована компанија Пибоди Холдинг купила је компанију Пибоди Коал оф Кенекот за 1,1 милиарду долара, а удружење компанија контролисао је Пибоди-Холдинг. 
Током 1980-их Пибоди је проширио пословање у Источним Сједињеним Државама, набављајући руднике угља у западној Вирџинији компаније Армко Инк 1984. године.  Компанија је желела да прошири свој металуршки портфолио угља куповином седам рудника западне Вирџиније у Јужној Вирџинији.  Пибоди се такође проширио према западу, отварајући руднике Северна Антилопа и Рочеле са малом количином сумпора одмах поред слива реке Повдер Ривер, у Виомингу, 1983. и 1984. године. 
Доношење измена и допуна Закона о чистом ваздуху 1990. године омогућило је затварање неких рудника који је поседовао Пибоди. Међутим, други рудници у његовом власништву успели су да остану у функцији због примене нове опреме и поступака који смањују емисију сумпор-диоксида.  Строжи захтеви наведени у фази 2 законодавства су такође навели компанију Пибоди да инвестира у технологије за смањење емисије. 1990. године Велика Британија на основу конгломерата Хансон компани, један од тадашњих власника Пибоди Холдинга, откупио је остале власнике. 
1993. године Пибоди Енерџи је проширио своја имања на Тихом океану куповином три рудника у Аустралији и потом отворио четврти коп у Новом Јужном Велсу.  Пибоди је такође проширио своје пословање на домаћем тржишту аквизицијама у Новом Мексику 1993. и Виомингу 1994. године и преузео удео од Блек Бјути-а, један од значајнијих произвођача Средњег Запада, као одговор на повећану потражњу за металуршким угљем.  

### 2001 - данас
Хансон је 1996. године одвоио Пибоди и Еастерн Груп под именом Енерџи Гроуп . Када је ТКСУ преузео власништво над компанијом Енерџи Гроуп, Пибоди је продат компанији Лехман Брадррс Мерчант Банкинг Партнерс. Компанија је подниела иницијалну јавну понуду (ИПО) у мају 2001. године и од тог тренутка послује као јавно трговачка компанија.  2002. године Пибоди је лансирао своју компанију Пибоди Енерџи Аустралиа Коал Ко. након куповине рудника Вилкие Крик у сливу реке Сурат у Квинсленду.  Рудник угља Нортх Гониела преузео је Пибоди 2004. године.  У октобру 2006. године Пибоди је завршио куповину компаније Ексел Коал Лимитед, независне компаније за продају угља у Аустралији. Пибоди је платио 1,52 милиарде долара за Ексел, а такође је преузео 227 милиона долара Ексел-овог дуга. У то време Ексел је поседовао три рудника и три рудника у развоју у Аустралији. Поред тога, Ексел је имао око 500 милиона тона доказаних и вероватних резерви угља.  Од 2011. године Пибоди-ова аустралијска рударска истраживања налазе се у Квинсленду и Новом Јужном Велсу . Већина аустралијске производње се заснива на металуршком угљу . 
Компанија је такође унапредила низ пројеката за прераду угља у течности и угља у гас чиме је смањењила емисију током деценије.  30. августа 2007., Ерни Флетчер, гувернер америчке државе Кентаки, потписао је споразум са државном којим ће Пеибоди-у дати приближно 300 милиона долара подстицаја за изградњу постројења за гасификацију угља у тој држави.  Омогућени су и други подстицаји попут смањења пореза на продају, повољности на порезе и таксе за отпремнину угља. 2007. године Пибоди и конзорцијум општинских електричних задруга започели су изградњу на пројекту чистог угља од 1600 мегавата Праирие Стејт Енерџи Кампус у граду Ливели Грув у држави Илиноис .  Компанија је задржала удео од пет процената у капиталу пројекта, за који се очекивало да ће почети да производи електричну енергију за купце у 2011. години.  Пибоди је продао свој удео у пројекту Праирие Стејт Удружењу за напајање долине Вабаш у 2016. години.  На Светском енергетском конгресу 2010, извршни директор Пибоди-а Грегори Бојс предложио је план који се залагао за ширу употребу угља широм света, стављајући акценат на географска подручја са ограниченим приступом или без приступа електричној енергији.  13. априла 2016, извештај је опао за 17 процената када су цене угља пале и изгубљено је две милиарде долара у односу на претходну годину.  Потом је 13. априла 2016. покренут стечај за поглавље 11. 
У новембру 2016. године, дан након што је Доналд Трaмп победио на америчким председничким изборима, акције Пибоди енерџи порасле су за више од 50 процената.   3. априла 2017. компанија је изашла из банкрота и почео да сарађује са НИСЕ са симболом БТУ.  У октобру 2017. године, судија је изјавио да га је банкрот Пибоди Енерџи заштитио од "тужбе глобалног загревања које су калифорнијске обалске заједнице [у јулу 2017.] покренуле против компанија за производњу фосилних горива." 
У 2018. године Пибоди је објавио да планира да уложи 10 милиона долара у партнерство са лондонском Арк, компанијом која побољшава технологију за претварање угља у нафтне производе. 
Пибоди је 3. децембра завршио куповину металуршког рудника угља Шоал Крик Сиборн од приватног произвођача угља Друмонд Компани, Инк. за 387 милиона долара. 

## Пословне линије
Светско седиште компаније Пибоди Енерџи налази се у Сент Луису, а од 2014. године такође поседује канцеларије у Лондону, Пекингу, Сингапуру, Бризбену, Сиднеју, Есену и Џакарти .    На западу САД, Пибоди управља сливом реке Повдер Ривер у Виомингу као и друга рударска истраживања у Аризони и Новом Мексику. Истраживања на америчком средњем западу састоје се од рудника у Индијани и Илиноису. Пибоди такође управља једним подземним рудником у Колораду. Сва ова имовина предвиђена је за екстракцију, припрему и продају угља комуналним предузећима или челичарима. 
Пибодиева Аустралијска истраживања састоје се од металуршких и термалних операција екстракције угља у Квинсланду и Новом Јужном Велсу. Купци угља у овој области су аустралијске комуналне компаније или произвођаче челика. 
Трговање и посредовање компанија првенствено се бави посредством продајом и трговањем угља и уговорима који се односе на теретни промет.  Мањи део компаније Пибоди Енерџи бави се заједничким улагањима за рударство, извоз и транспорт, комерцијалним активностима везаним за енергију и управљањем Пибодијевим пословницама и имањима. Са цве већом потражњом угља на азијским тржиштима, посебно у Кини, Индонезији и Индији, Пибоди је проширио своје присуство у Азији преко канцеларија у Кини, Индонезији и Сингапуру. 

## Контроверза за Црну Месу
Године 1964. подружница Пибоди Енерџи, Пибоди Вестерн Коал потписала је низ уговора о закупу са племеном Навахо, а две године касније са племеном Хопи за права на минерале као и коришћење извора воде на Црној Меси, од 2,1 милиона хектара у Североисточној Аризони.  Уговори компаније са племеном Навахо и племеном Хопи одобрени су упркос противљењу оних који су оспоравали ауторитет званичних савета племена.  У преговорима је учествовао и адвокат за природне ресурсе Јохн Стерлинг Боиден, који је заступао племе Хопи, али чија је фирма такође заступала Пибоди у другим правним стварима, доприносећи спекулацијама о сукобу интереса. 
Када су преговори о железници за транспорт угља из пројекта пропали, Пибоди је конструисао нафтоводни систем за слив угља сличан гасоводу за транспорт угља 273 миље до Енергетске станице Мохава у Лофлину, Невада . Компанија је пумпала питку воду из подземног водоносника Навахо (Н-водоносник) да би снабдевала цевовод, решење које је покренуло полемику. Навахо водоносник је главни извор питке воде за племена Навахо и Хопи, који воду користе за узгој и одржавање стоке, као и за пиће и другу употребу у домаћинству. Припадници племена, као и остале групе за заштиту животне средине, тврде да је испумпавање воде Пибоди Енерџи проузрочило загађење извора воде и озбиљан пад питке воде. Пибоди тврди да су операције трошиле само један проценат воде у водоноснику. 
Пибоди је развио и управљао са две траке рудника на резервату Црна Меса: Рудник Црне Месе и Рудник Каиента. Рудник Црне Месе престао је са радом 2006. године, након што је једини купац рудника, станица Мохаве, повучена. Место је у потпуности напустено у јануару 2010. године. 

## Заваравање инвеститора у вези климатских промена
Током 2015. године, истрага њујоршког генералног тужиоца закључила је да је Пибоди преварио инвеститоре у вези са финансијским ризицима за компанију проузрокованим климатским променама. Донета је одлука да предузеће преиспита своја финансијска обелодањивања са Комисијом за хартије од вредности . Нагодба није захтевала никакве новчане казне или признање правних недела.   

## Еколошка евиденција
Екстракција угља из земље за потребе производње енергије је тема која је контроверзна кроз дужи временски период. Сиера клуб изразио је своју забринутост због првобитног противљења компаније Пибоди Енерџи о Закону о чистом ваздуху и других прописа о животној средини, као и његове проширену употребу угља за производњу електричне енергије као и залагаља да је добијање електричне енергије из угља најбољи начин добијања исте,  Савет за одбрану природних ресурса био је критичан према Пибодијевом залагању за ширење електричне енергије произведене од угља у САД, посебно због утицаја на површинске експлоатације.  Утицај површинских рударских радова компаније Пибоди на животну средину уМухленберг округу, Кентаки је такође био предмет критика певача Јохна Прине-а песмом " Парадајс" која је изашла 1971. године.   На ранг листи Недељних новина под насловом "Најмање еколошке компаније у САД", Пибоди Енерги је заузео # 9 место међу 500 највећих америчких компанија на основу њиховог утицаја на животну средину. 
Пибоди је покренуо свој први програм мелиорације, пројекат под називом "Зелена земља", 1954. године.  Од тада, активности Пибоди-а у вези са извршавањем његове мисије, посебно у погледу праксе одрживости животне средине, препознали су регулатори и индустријске групе, али су изазвале забринутост код критичара, пре свега организација које се баве заштитом животне средине. Компанија је предузела кораке ка успостављању обнове животне средине и признало их је Министарство унутрашњих послова Сједињених Држава за своје тежње и напоре ка опоравку и побољшању.  
Као одговор на федерално законодавство, као што су Закон о чистом ваздуху из 1970. и амандмани на Закон о чистом ваздуху из 1990. године, као и на критику околине због рударских истраживања, Пибоди је улагала у технологије и опрему која служи за ублажавање штетних утицаја на животну средни током експлоатације угља.  У 2007. години, компанија је постала једини не-кинески капитални партнер у пројекту 650Г -мегавата скоро нулте емисије ГринГен-а из пројекта "чисти угаљ" у Тјенцену, у Кини.  Пибоди је такође уложио у развој технологија хватања угљеника и пројеката угаљ-гас и прелаз од угља до водоника.  
У 2014. години извршни директор Пибоди Енерџи рекао је на конференцији за индустрију угља да ће производња електричне енергије на угаљ донети добробит за јавно здравље земаља у развоју, посебно побољшавајући ланчано хлађење потенцијалне будуће вакцине против еболе . Пибодијеву тврдњу, три академика за јавно здравље, критиковали су као „увреду“ и „очајничким покушајем односа корпоративног интереса за масовну кризу јавног здравља“. 
У недељњим новинама у одељку Зелени ранг из 2012. године је изашао чланак под насловом " Поређење утицаја на животну средину, управљања и транспарентности највећих јавних компанија у Америци". Пибоди Енерги је на 493. месту од 500 у свим индустријама и 29. месту од 31 места на исти за енергетскоу индустрију. Компанија је добила најгори могући резултат утицаја на животну средину. 
Пибоди Енерџи це често користила „самовезивањем“ како би гарантовала да ће платити своје обавезе за уклањање рудника према Закону о надзору површинских рудника и опорављању природе из 1977 .  28. марта 2016., одељење за квалитет заштите животне средине у Виомингу, уверило је савезну Канцеларију за површинске компове да је самозавезивање компаније Пибоди Енерџи остало на адекватном нивоу.  Пре него што је Пибоди Енерџи прогласио банкрот, задржао је 1,47 милијарде долара самовезних обавеза, укључујући 900,5 милиона долара само у Виомингу.  У 2016. години Пибоди је постигао нагодбе са Илиноисом, Виомингом, Новим Мекциком и Индианом у вези са својим обавезама самовезивања. 

## Маркетинг, односи са јавношћу и лобирање

### Америчко законодавно веће за размену
Кели Мадер је представљала Пибоди Енерџи у Одбору за приватна предузећа при Америчком савету за законодавну размену (АЛЕЦ),  а Пибоди је финансирао АЛЕЦ. 

### Напредна енергија за побољшање живота
У 2014. Пибоди Енерџи Корп. покренуо је кампању за прекламирање угља и односе с јавношћу под називом „Напредна енергија за побољшање живота“  са циљем „едукације и мобилизације светских лидера, мултинационалних организација, широког спектра институција и заинтересованих страна као и уопште јавност за окончање кризе глобалног енергетског сиромаштва ".  Кампању је креирала Бурсон-Марстелер, највећа светска ПР фирма,  и њена подружница, Пруф Интегратед Комуникатионс. 

### Порицање климатских промена
Пибоди је био важан актер у организованом порицању климатских промена . До 2015. године Пибоди је тврдио да глобално загревање не представља претњу и емитовање угљен-диоксида је корисно а не опасно. Компанија је такође финансирала најмање две десетине организација за успоравање климатских промена и групе као што су Џорџ K. Маршал, Институт за енергетска истраживања, Комитет за конструктивно сутра и Центар за истраживање угљен-диоксида и глобалне промене. као и научнике познате по супротним мишљењима, међу којима су Вили Сун, Ричард Линдзен и Рој Спенсер .  Ницк Сургеи, директор истраживања Центра за медије и демократију, прокоментарисао је чисту скалу Пибодијевих средстава за финансирање: "Очекивали смо да ће нешто новца бити уложено за порицање климатских промена, али очигледно Пибоди је компанија толико жељна богатства да ће потпуно игнорисати климатске промене."   Пибоди планира да настави да се противи коришћењу обновљивих извора енергије и током банкрота.  